# Gustav Zindel

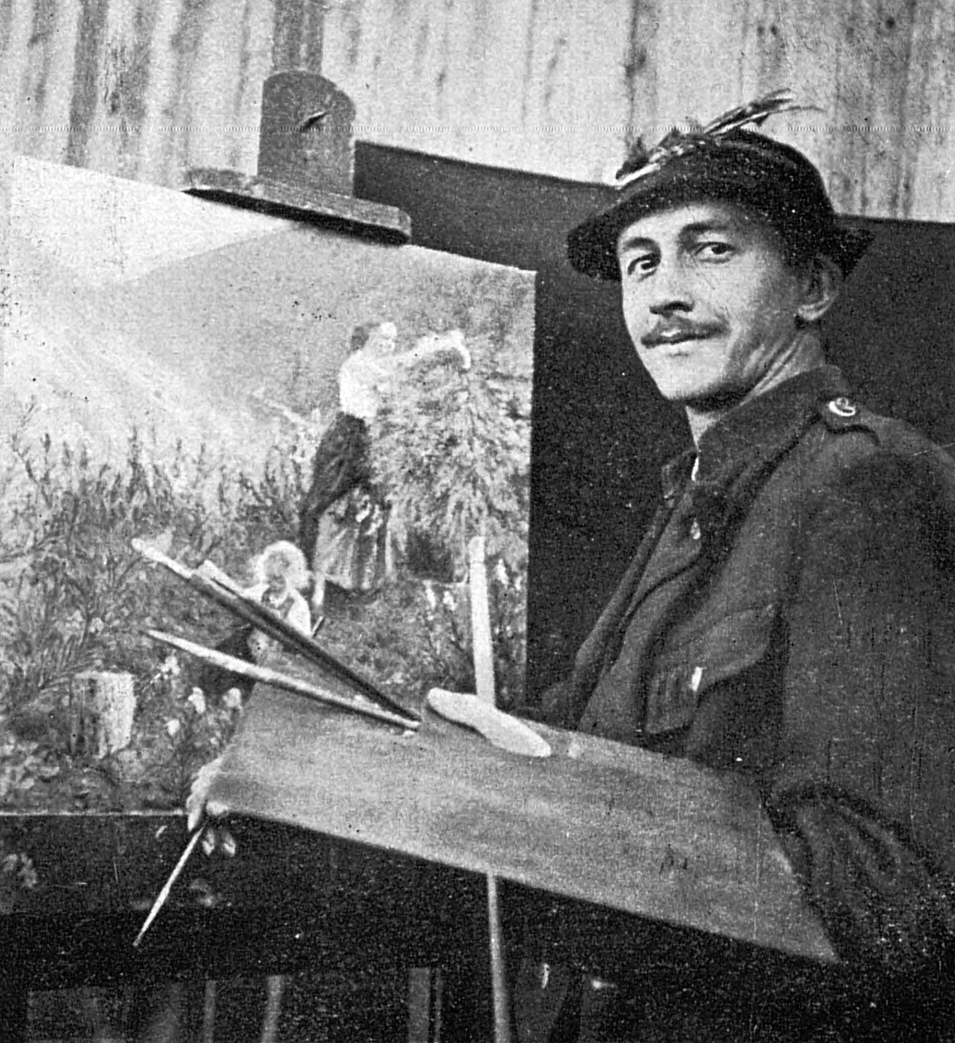
Gustav Zindel

Gustav Zindel (* 13. August 1883 in Rodenau; † 21. November 1959 in Loučná pod Klínovcem, Tschechoslowakei) war ein deutscher Künstler aus dem böhmischen Teil des Erzgebirges.

## Leben
Als Sohn eines aus Asch stammenden Landwirts geboren, zeigte sich bei ihm bereits im Alter von sechs Jahren das Talent zum Zeichnen und Malen. Er nahm Privatunterricht beim Kunstmaler Schottenhammer in Komotau und besuchte von 1898 bis 1900 die Akademie der Bildenden Künste Nürnberg. Nach Rückkehr veröffentlichte er als Kunstmaler Arbeiten in Böhmen, der 1919 gegründeten Tschechoslowakei und in Deutschland. Nach dem Tod der Eltern 1926 übernahm er deren Landwirtschaft und war nur über die Wintermonate als Maler aktiv. 1929 errichtete er neben seinem Elternhaus die Zindelbaude als Gastwirtschaft mit seinem Künstleratelier.
Im September 1945 wurde Gustav Zindel gemeinsam mit seiner Familie in das Landesinnere nach Olešná und später nach Nepomyšl bei Podbořany vertrieben. Dort leistete die Familie Zwangsarbeit bei Essen und Unterkunft auf einem Bauernhof. In dieser Zeit verlor er viele seiner Gemälde und Zeichnungen. Eine Krankheit verhinderte die Ausweisung nach Deutschland, er durfte nach Loučná übersiedeln, wo er seinen Lebensabend verbrachte.
Zeit seines Lebens bekannte sich Zindel als Deutscher. Im Jahr 1953 erhielten alle in der Tschechoslowakei verbliebenen Deutschen die tschechoslowakische Staatsbürgerschaft zurück. Das galt auch für Zindel und seine  Familie. 1959 starb Zindel als „tschechoslowakischer Staatsbürger deutscher Nationalität“. Nach dem Tod Zindels konnte seine Ehefrau Maria Ausflug mit den Kindern nach Bayern ausreisen.

## Europäische Kultur
Zindel gehört trotz selbst erlittenen Leid zu jenen, die ein friedliches Zusammenwirken von Deutschen und Tschechen lebten. Diese Idee fördert auch die  Euregio Egrensis, die Gustav Zindel in ihrer Versöhnungsarbeit auf die Liste der bedeutenden Männer und Frauen in dieser deutsch-tschechischen  Euroregion Mitteleuropa gesetzt hat. So werden „Persönlichkeiten des böhmisch-sächsischen Grenzgebietes“ in mehrsprachigen Berichten vorgestellt, um gemeinsame europäische kulturelle Wurzeln aufzuzeichnen. Bilder von Zindel befinden sich u. a. in Museen in   Karlsbad sowie in  Komotau.

## Werk
Sein erstes größeres Gemälde Huldigung des Erzgebirges wurde 1908 auf der Erzgebirgsausstellung auf dem Keilberg gezeigt.
1994 wurde im Egerland-Museum in Marktredwitz eine Sonderausstellung mit dem Titel Leben und Schaffen Gustav Zindels gezeigt.
Zindel steuerte Werke wie z. B. Am Egerer Markt für die Egerländer Künstler-Trachten-Postkarten bei, die vom Verlag E. A. Götz in Franzensbad herausgegeben worden sind.

## Künstler-Archiv
Das Museum Europäischer Kunst (früheres Museum Arno Breker) führt unter Mitwirkung von Zindels Erben das Gustav-Zindel-Archiv. Ziel der wissenschaftlichen Arbeit ist ein offizielles Werkverzeichnis seiner Bilder und Zeichnungen sowie die Erfassung seines schriftlichen Nachlasses. Dies ist beschwerlich, da der Künstler durch Vertreibung aus dem Sudetenland und in den Wirren nach Kriegsende 1945 den Großteil seines Œuvres verloren hat. Das Museum Europäischer Kunst in Schloss Nörvenich, Kreis Düren, Nordrhein-Westfalen, macht in regelmäßigen Abständen Studio-Ausstellungen mit Zeichnungen von Zindel sowie Fotodokumentation über den Künstler, um sein Schaffen im Bewusstsein zu halten.

## Ehrungen
Zur posthumen Ehrung von Gustav Zindel gehört die Aufnahme als Ehrenmitglied im Künstler-Kreis der Europäischen Kultur Stiftung e.V. (Deutschland) in Würdigung seines künstlerischen Schaffens in der Zeit unterschiedlicher politischer Systeme in Europa, ohne sich in Tagespolitik einzumischen. Sein Argument war, er fühle sich ausschließlich berufen für den Dienst an der Kunst und Kultur sowie die Erhaltung der Tradition in der Liebe zur Heimat.